# Alfredo Zayas y Alfonso
Alfredo de Zayas y Alfonso (21 tháng 2 năm 1861 – 11 tháng 4 năm 1934), thường gọi là Alfredo de Zayas theo phong tục đặt tên của Tây Ban Nha và còn gọi là Alfredo Zayas, là luật sư, nhà thơ và chính khách người Cuba. Ông từng là công tố viên, thẩm phán, thị trưởng La Habana, thư ký của Hội nghị Lập hiến, thượng nghị sĩ năm 1905, chủ tịch Thượng viện năm 1906, Phó Tổng thống Cuba từ năm 1909 đến năm 1913 và Tổng thống Cuba từ ngày 20 tháng 5 năm 1921 đến ngày 20 tháng 5 năm 1925.

## Tiểu sử

### Thân thế
Sinh trưởng tại La Habana trong một gia đình quý tộc có đồn điền mía cũ, ông là người con thứ 5 của Tiến sĩ José María de Zayas y Jiménez (1824–1887), một luật sư và nhà giáo dục nổi tiếng, và Lutgarda Alfonso y Espada (1831–1898). Ông là anh trai của Tiến sĩ Juan Bruno de Zayas y Alfonso (1867–1896), một bác sĩ y khoa và anh hùng cách mạng đã hy sinh trong cuộc chiến giành độc lập Cuba, và của Tiến sĩ Francisco de Zayas y Alfonso (1857–1924), Đại sứ lâu năm của Cuba tại Paris và Brussels. Ông cũng có một người anh trai ngoài giá thú mà tên gọi đã bị thất lạc. Là một trong những nhà lãnh đạo của Cuộc nổi dậy Cuba năm 1895, ông ngừng sử dụng chữ "de" nghe có vẻ cao quý trong tên của mình và được biết đến đơn giản với cái tên Alfredo Zayas. Bên cạnh sự thành đạt trong nghề luật sư, ông còn tích cực tham gia vào các hoạt động văn học Cuba và là đồng chủ biên tạp chí "Cuba Literaria".

### Chiến tranh giành độc lập Cuba
Zayas vốn dĩ là nhà trí thức, không phải là nhà lãnh đạo quân sự, và trong Chiến tranh giành độc lập Cuba năm 1895–1898, ông bị chính quyền thực dân bắt giam và tống vào nhà tù ở Ceuta, thuộc địa Tây Ban Nha ở châu Phi. Khi bị trục xuất (ngày 20 tháng 9 năm 1896), lúc đang quá cảnh đến Cárcel Modelo của Madrid, Tây Ban Nha, ông đã viết một số bài thơ hay nhất của mình, như bài "Al Caer la Nieve" sau được xuất bản trong Obras Completas, Tập 1, Poesia. Zayas đôi khi được mệnh danh là "tổng thống dân sự uyên bác", bởi vì không giống như tổng thống tiền nhiệm và kế nhiệm, ông chưa bao giờ tham chiến nên không có kinh nghiệm trận mạc.

### Sự nghiệp chính trị
Vừa trở về Cuba sau Chiến tranh Tây Ban Nha–Cuba–Mỹ (được biết đến ở Mỹ là Chiến tranh Tây Ban Nha–Mỹ), ông trở thành quyền thị trưởng La Habana. Ông là thành viên của Hội nghị Lập hiến năm 1901 và đảm nhận chức thư ký hội nghị này. Là một nhà lãnh đạo lớn của phe đối lập lên tiếng chống lại việc Hoa Kỳ sáp nhập Cuba, ông bỏ phiếu phản đối Tu chính án Platt và bác bỏ đề xuất cấp căn cứ hải quân cho Mỹ tại Guantanamo và Bahia Honda.
Zayas trở thành lãnh đạo của Đảng Tự do (cánh tả) và được bầu làm Phó Tổng thống năm 1908. Trong cuộc bầu cử tổng thống năm 1916 có tranh chấp, trong đó Đảng Tự do theo chủ nghĩa dân túy sử dụng các chiến thuật bạo lực, ông đã giành được nhiều phiếu bầu hơn ứng cử viên thân Mỹ, Tướng Mario García Menocal, tốt nghiệp Đại học Cornell. Chiến tranh Chambelona xảy ra sau đó, sau vài lần đảo ngược, lực lượng của Phe Bảo thủ dưới quyền Garcia Menocal giành chiến thắng nhờ sự yểm trợ bí mật của Mỹ. Zayas đầu hàng tại Cambute gần Guanabacoa nơi người ta nói rằng ông đang ẩn náu. Mỹ đã cung cấp viện trợ quân sự cho García Menocal từ Căn cứ Hải quân Guantánamo, mà không chính thức viện dẫn quyền can thiệp của mình theo Tu chính án Platt, được đưa vào Hiệp ước Mỹ–Cuba năm 1903. Tuy nhiên, phía Mỹ chỉ triển khai quân đội tại tỉnh Oriente.
Nhận được nhiều phiếu bầu nhất một lần nữa vào năm 1920, Zayas nhậm chức tổng thống vào năm 1921. Ông chỉ phục vụ được một nhiệm kỳ mà qua đó ông bắt đầu quá trình trao quyền bỏ phiếu cho phụ nữ Cuba (nghị quyết tại Thượng viện, 1921), đàm phán trao trả lại chủ quyền của Cuba đối với Đảo Thông (Isla de la Juventud, 2.204 km2) vốn bị nước Mỹ chiếm đóng từ năm 1898 (Hiệp ước Hay–Quesada năm 1903), đã vay được 50 triệu đô la Mỹ từ J.P. Morgan và lần đầu tiên cho phép tự do ngôn luận và tự do báo chí hoàn toàn. Vào ngày 10 tháng 10 năm 1922, ông đã ra mắt PWX, đài phát thanh đầu tiên của Cuba.
Dù chính phủ của ông bị phe đối lập bôi nhọ một cách có hệ thống là tham nhũng, nhưng thực tế là ít tham nhũng hơn các chính phủ trước đó và sau này, và Zayas đã kiềm chế không kiểm duyệt báo chí hoặc bắt giữ những người chỉ trích, không giống như các đời tổng thống Cuba trước và sau này. Vốn dĩ khiến Zayas có biệt danh là "el Chino" (người Trung Quốc), vì tính khắc kỷ ("la flema de Zayas") và "sự kiên nhẫn phương Đông" của mình. Đôi khi Zayas cũng được mọi người đặt cho biệt danh là "pesetero", vì kể từ khi bị giam cầm ở Madrid, ông luôn mang theo một đồng Peseta Tây Ban Nha trong túi áo vest. Khi ông nhậm chức vào năm 1921, đất nước đã phá sản, với các khoản nợ vượt quá 40 triệu đô la Mỹ và giá đường giảm mạnh từ 22 xu xuống còn 3 xu một pound. Mặc dù vậy, ông vẫn góp phần thực hiện một số cải cách nhất là trong lĩnh vực giáo dục.
Tổng thống Zayas, cũng như các chính quyền Cuba khác, đã phải vật lộn với những tác động của Tu chính án Platt, dẫn đến sự can thiệp đáng kể của Mỹ vào các vấn đề tài chính của Cuba. Đặc biệt, theo các điều khoản của Tu chính án Platt, chính quyền Zayas cần sự chấp thuận ngầm hoặc rõ ràng của Mỹ khi nói đến việc bảo đảm các khoản vay tài chính to lớn.

### Cuối đời
Ông không tái tranh cử và dành những năm cuối đời để tổ chức các hội nghị và theo đuổi nhiều sở thích văn học và lịch sử của mình, bao gồm việc xuất bản tác phẩm chính nhan đề "Lexicografia Antillana", gồm hai tập, được ấn hành lần đầu vào năm 1914, và giữ chức chủ tịch "Academia de la Historia" cho đến khi qua đời. Trong cuộc bầu cử tiếp theo, Gerardo Machado đã đắc cử nhưng lại biến thành nhà độc tài, và sau hàng loạt đảo chính xảy ra sau đó khi Machado bị buộc phải từ chức, đưa Fulgencio Batista lên nắm quyền.

## Đời tư
Năm 1884, Zayas kết hôn với Margarita Teresa Claudia del Carmen Arrieta y Diago và họ có bốn người con gồm Margarita (1886–1964), Alfredo (1888–1929), Francisco (1889–1934) và Maria-Teresa Zayas Arrieta (1892–1952). Năm 1914, ông kết hôn lần thứ hai với Maria de la Asuncion Jaen y Planas, người từng là Đệ Nhất Phu nhân Cuba trong thời kỳ Zayas làm tổng thống. Ông có một người con ngoài giá thú khác tên là Alfredo Zayas y Mendez (1916–).
Cháu cố của ông là luật sư, nhân viên Liên Hợp Quốc và nhà sử học Alfred-Maurice de Zayas.

### Alfredo Zayas
- Alfredo Zayas, "Obras Completas", Vol.I: Poesías, Vol.2 Discursos y Conferencias, La Habana 1941–42.
- Alfredo Zayas, "Un Capítulo de la Historia de Cuba", La Habana, 1916.
- Alfredo Zayas, "Lexicografía Antillana", Bd. 1–2, La Habana, 1931–32.
- Alfredo Zayas, "La Poesía Patriótica en Cuba hasta 1868", Academia Nacional de Artes y Letras, La Habana, 1931.
- Alfredo Zayas, "El presbiterio don José Augustin Caballero y su vida y sus obras", La Habana, 1891.
- Alfredo Zayas, "La Evolución Social" La Habana, 1891.
- Alfredo Zayas, "Por la Gloria de Luz y Caballero" La Habana 1909.

### Tác giả khác
- Juan Bruno Zayas de la Portilla: "Orígenes. Compendio Histórico-Genealógico del Linaje Zayas, Descendencia del Infante Don   Jaime de Aragón". Zayas Publishing, Missouri, EE.UU. 2003, Vol. I, p. 413.  www.origenesdezayas.com
- Nestor Carbonell Cortina: "Perfil Histórico del IV Presidente de Cuba Republicana Alfredo Zayas y Alfonso", San Juan, Puerto Rico 1985.
- Jose Manuel Carbonell, "Evolución de la Cultura Cubana". La Habana, Imp. Montalvo y Cardenas, 1928, Tomo III (La Oratoria en Cuba) pp. 102–105, Tomo IV, 30f.
- Juan J. Remos, "Historia de la Literatura Cubana", Miami, Mnemosyne Publishing Co., 136f.
- Vidal Morales, "Iniciadores y Primeros Mártires de la Revolucion Cubana", La Habana, La Moderna Poesia, 1931 Tomo III, pp. 113ff.
- Carlos Márquez Sterling, "Historia de Cuba", Miami, pp. 289ff.
- Carlos Márquez Sterling & Manuel Márquez Sterling, "Historia de la Isla de Cuba", 1975, New York, Regents Publishing Co. pp 178–181
- Fernando de Zayas, "Prosa y Versos", La Habana 1909
- Harry Frank Guggenheim, "The United States and Cuba: A Study in International Relations", New York, Arno Press, 1970, pp. 156ff.
- Francisco López Leiva: "Juan Bruno Zayas, General de Brigada del Ejército Libertador". La Habana, 1922.
- Emilio Roig de Leuchsenring, "Historia de la Enmienda Platt: Una Interpretacion de la Realidad Cubana", La Habana, 1935.
- Francisco Xavier de Santa Cruz, "Historia de Familias Cubanas", Editorial Hércules, La Habana, 1943.

### Chiến tranh Chambelona
- González, Reynaldo 1978 Nosotros los liberales nos comimos la lechona. Editorial de Ciencias Sociales. Havana
- Waldemar Leon Caicaje: Batalla Final de una Revuelta. pp. 100–103, 113
- Morales y Morales, Vidal 1959 (printed 1962) Sobre la guerra civil de 1917. Documentos del Siglo XX, Boletín del Archivo Nacional. Volume 58 pp. 178–256.
- Portell Vila, Herminio La Chambelona en Oriente. pp. 12–13, 112–125.